# Ronald Goldman
Ronald Lyle „Ron“ Goldman  (* 2. Juli 1968 in Chicago, Illinois; † 12. Juni 1994 in Los Angeles) war ein US-amerikanischer Kellner. Er wurde zusammen mit seiner Bekannten Nicole Brown Simpson vor deren Haus in Los Angeles ermordet. Sein Tod führte zu einem der umstrittensten und meistdiskutierten Gerichtsverfahren in der US-amerikanischen Geschichte.

## Leben
Goldman wurde 1968 in Chicago geboren. Er wuchs in der Gemeinde Buffalo Grove, Illinois, in der Nähe von Chicago auf. Seine Eltern ließen sich scheiden, als er sechs Jahre alt war. Nachdem er eine kurze Zeit in der Obhut seiner Mutter Sharon Fohrman Rufo verbracht hatte, wurde er von seinem Vater Fred Goldman aufgezogen und lebte mit ihm und seiner jüngeren Schwester Kim zusammen. Goldman stammt aus einer jüdischen Familie. Er besuchte die Adlai E. Stevenson High School in Lincolnshire. Er war ein Semester lang Student an der Illinois State University, an der er Psychologie studieren wollte.
Am frühen Morgen des 13. Juni 1994 fanden Nachbarn, alarmiert durch Hundegebell, die verstümmelten Körper von Goldman und Nicole Brown Simpson. Goldman lag im Eingangsbereich von Browns Eigentumswohnung in Los Angeles. Zur Zeit der Morde schliefen Brown Simpsons Kinder in der Wohnung. O. J. Simpson wurde festgenommen und wegen beider Morde angeklagt. Das Strafverfahren endete mit einem Freispruch. In einem Zivilprozess wurde O. J. Simpson zur Zahlung von 33,5 Millionen US-Dollar Schadensersatz an die Familien von Goldman und Brown verurteilt – ein Anspruch, der nicht vollstreckt werden konnte.